# هنری مارتین (بازیکن فوتبال)
هنری مارتین (اسپانیایی: Henry Martín‎؛ زادهٔ ۱۸ نوامبر ۱۹۹۲) بازیکن فوتبال اهل مکزیک است.
از باشگاه‌هایی که در آن بازی کرده‌است می‌توان به باشگاه تیخوانا و باشگاه فوتبال آمریکا اشاره کرد.
وی همچنین در تیم‌های ملی فوتبال مکزیک و زیر ۲۳ سال مکزیک بازی کرده‌است.

## گل‌های ملی
|   | تاریخ           | میزبان                                        | رقیب          | زده | پایانی | رقابت                         |
| - | --------------- | --------------------------------------------- | ------------- | --- | ------ | ----------------------------- |
| ۱ | ۱۱ اکتبر ۲۰۱۸   | ورزشگاه یونیورسیتاریو, سن نیکولاس د لوس گارزا | کاستاریکا     | ۲-۲ | ۲-۳    | دوستانه                       |
| ۲ | ۳۰ سپتامبر ۲۰۲۰ | ورزشگاه آزتکا, مکزیکوسیتی                     | گواتمالا      | ۰-۱ | ۰-۳    | دوستانه                       |
| ۳ | ۳۰ ژوئن ۲۰۲۱    | ورزشگاه نیسان, نشویل                          | پاناما        | ۰-۳ | ۰-۳    | دوستانه                       |
| ۴ | ۲ سپتامبر ۲۰۲۱  | ورزشگاه آزتکا, مکزیکوسیتی                     | جامائیکا      | ۱-۲ | ۱-۲    | مقدماتی جام جهانی فوتبال ۲۰۲۲ |
| ۵ | ۲۷ ژانویه ۲۰۲۲  | ورزشگاه استقلال, کینگستون                     | جامائیکا      | ۱-۱ | ۱-۲    | مقدماتی جام جهانی فوتبال ۲۰۲۲ |
| ۶ | ۱۱ ژوئن ۲۰۲۲    | ورزشگاه کرونا, تورئون                         | سورینام       | ۰-۲ | ۰-۳    | لیگ ملت‌های کونکاکاف ۲۳-۲۰۲۲   |
| ۷ | ۳۰ نوامبر ۲۰۲۲  | ورزشگاه ملی لوسیل, لوسیل                      | عربستان سعودی | ۰-۱ | ۱-۲    | جام جهانی فوتبال ۲۰۲۲         |